# Parque Nacional Iguazú
O Parque Nacional Iguazú é uma área protegida, criada na Argentina no ano 1934 com o objetivo de conservar as Cataratas do Iguaçu e a biodiversidade que as rodeia. Localizado no norte da província de Misiones, o parque conta com uma superfície aproximada de 67.000 hectares e a sua entrada está a 7 km de Puerto Iguazú.
A história do parque pode ser traçada até 1902, quando o Ministério do Interior da Argentina encarregou Carlos Thays de realizar um levantamento detalhado das cataratas, e que posteriormente serviu de base para a lei de criação do parque nacional.
O Parque tornou-se Património Mundial da UNESCO em 1984.

## Recursos naturais

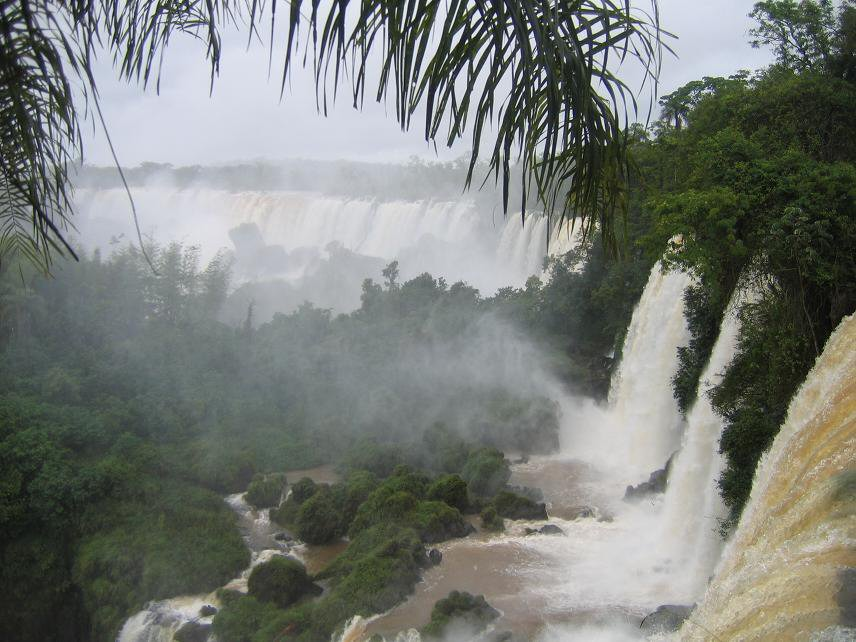
Cataratas de Iguazú.

As cataratas se encontram no rio Iguaçu, que tem uma comprimento total de 1.230 km, até sua desembocadura no rio Paraná. Essa confluência se encontra a 23 km abaixo das cataratas.
Enquanto o rio tem uma largura que costuma estar entre quinhentos e mil metros ao longo de todo seu percurso, na zona do Parque Nacional se alarga até atingir os 1500 m.
Tanto sobre as margens do rio como nas numerosas ilhas do delta que se forma, crescem várias espécies de árvores que se caracterizam por seu requerimento de umidade: o curupay, o loureiro-branco, o mbarayú ou cedro-paranaense, o aguay e o ceibo (cuja flor é a "flor nacional" argentina e uruguaia) são algumas delas.
O clima da zona permite que convivam bosques de curupay com numerosas pastagens, combinação que se dá unicamente nesta zona do país.
Em seu conjunto, a flora arbórea do Parque Nacional Iguazú está composta por mais de 90 espécies, sendo características do lugar as comunidades de palmito e pau rosa ou peroba. Este último é uma árvore que pode atingir até 40 m de altura, e a cuja sombra crescem os palmitos, palmeiras cujos troncos terminam num cogolho comestível.
Entre as principais espécies de aves que habitam no lugar, deve citar-se os vencejos de cascata, que voam atravessando os interstícios das colunas de água para posar-se sobre a parede rochosa, onde muitas vezes nidificam.
No setor das passarelas não é estranho encontrar quatis e exemplares do tucano-toco, uma das cinco espécies de tucanos que há no Parque. Também se destaca a harpia.
Nas partes ensolaradas dos caminhos, e especialmente para o meio dia, podem-se apreciar exemplares de lagartixas, do gênero Tropidurus, trepando troncos e pedras.
Entre as espécies em perigo de extinção que se albergam no Parque, devem citar-se a onça-pintada, a anta, também conhecido na zona como mbeorí, a jaguatirica, o gato-mourisco, o tamanduá-bandeira, conhecido localmente como oso hormiguero, e o jacaré-do-papo-do-amarelo.

## Acessos
Se pode aceder ao parque por via terrestre através das rotas nacionais Nº 12 e Nº 101. A localidade mais próxima ao parque é Puerto Iguazú, situada a 17 km de distância.
Por via aérea, há vários vôos nacionais e internacionais que chegam aos aeroportos de Puerto Iguazú (Argentina), Ciudad del Este (Paraguai) e Foz do Iguaçu (Brasil). O aeroporto de Puerto Iguazú se encontra a 7 km da zona das cataratas.